# Peritonite bacteriana espontânea
Peritonite bacteriana espontânea (PBE) é uma forma de peritonite que ocorre em pacientes com cirrose. 
Ela ocorre em 10-30% dos pacientes hospitalizados com ascite e pode causar uma notável descompensação da doença hepática, podendo causar outras complicações e frequentemente morte. Os fatores predisponentes incluem a diminuição da defesa imunológica encontrada no homem nas fases avançadas da cirrose, o supercrescimento da flora intestinal e a translocação bacteriana da luz dos intestinos aos linfonodos mesentæricos. 
As manifestações clínicas variam de graves a leves ou ausentes, sendo sempre necessária a análise do líquido ascítico. O diagnóstico de peritonite bacteriana espontânea se faz pela contagem de neutrófilos > 250/mm no líquido ascítico associado ou não ao crescimento de bactæria na cultura. 
As enterobactérias predominam como causa da infecção, sendo a Echerichia coli a bactéria mais freqüentemente isolada. O diagnóstico precoce e o tratamento adequado provocaram a queda das taxas de mortalidade nas duas últimas décadas. O uso intravenoso de cefalosporinas de terceira geração mostra-se eficaz em 70% a 95% dos casos. 
A recorrência de peritonite bacteriana espontânea é comum e pode ser prevenida com norfloxacina oral, de uso contínuo. O surgimento de resistência bacteriana tem estimulado a procura de novas opções para a profilaxia da peritonite bacteriana espontânea; os probióticos constituem nova abordagem promissora, mas que necessita melhor avaliação. Recomenda-se a profilaxia primária de curta duração aos cirróticos com ascite que apresentem episódio de hemorragia digestiva alta.